# 2021年度香港行政長官施政報告
《2021年度香港行政長官施政報告》是第五屆香港行政長官林鄭月娥所發表的第五份施政報告，於2021年10月6日發表，主題為「齊心同行 開創未來」。報告繼續沿用天藍色為封面。

## 內容摘要

### 完善「一國兩制」實踐
- 落實《基本法》第二十三條的本地立法工作，以維護國家安全。
- 加強反恐準備和應對能力。
- 檢視或激活現有法例，確保在全面維護國家安全的任務上，執行部門有法可用、執法必嚴、違法必究，報告形容不讓反中亂港分子「蠱惑人心」。
- 加強學校、社會團體、公務員、媒體、網絡等涉及國家安全事宜，包括《憲法》、《基本法》和《香港國安法》公眾教育，並加強監督和管理。
- 推展宣誓安排至更多公職人員。
- 嚴格依照經完善的選舉制度，在公平、公開和誠實的情況下進行第七屆立法會選舉和第六屆行政長官選舉。
- 灣仔政府大樓內增設一個大型法庭和相關設施，應付一些涉及大量被告人的案件，工程將於2022年上半年展開。

### 提升管治效能
- 設立文化體育及旅遊局。[2]
- 將運輸及房屋局分拆為運輸及物流局及房屋局。[2]
- 將創新及科技局擴大為創新科技及工業局。[2]
- 重組民政事務局為民政及青年事務局。[2]
- 檢討現時公務員高層職位的選拔及聘任機制，確保「能者居之」。
- 設立專員職位，專責提供政策指引和全面統籌。
- 率先公布40項立法建議，以便公眾早日討論。
- 要求各司局長更加有效發放政府訊息，避免面對惡意攻擊或偏頗報道。
- 政務司司長統籌打擊假新聞。[3]

### 房屋及土地

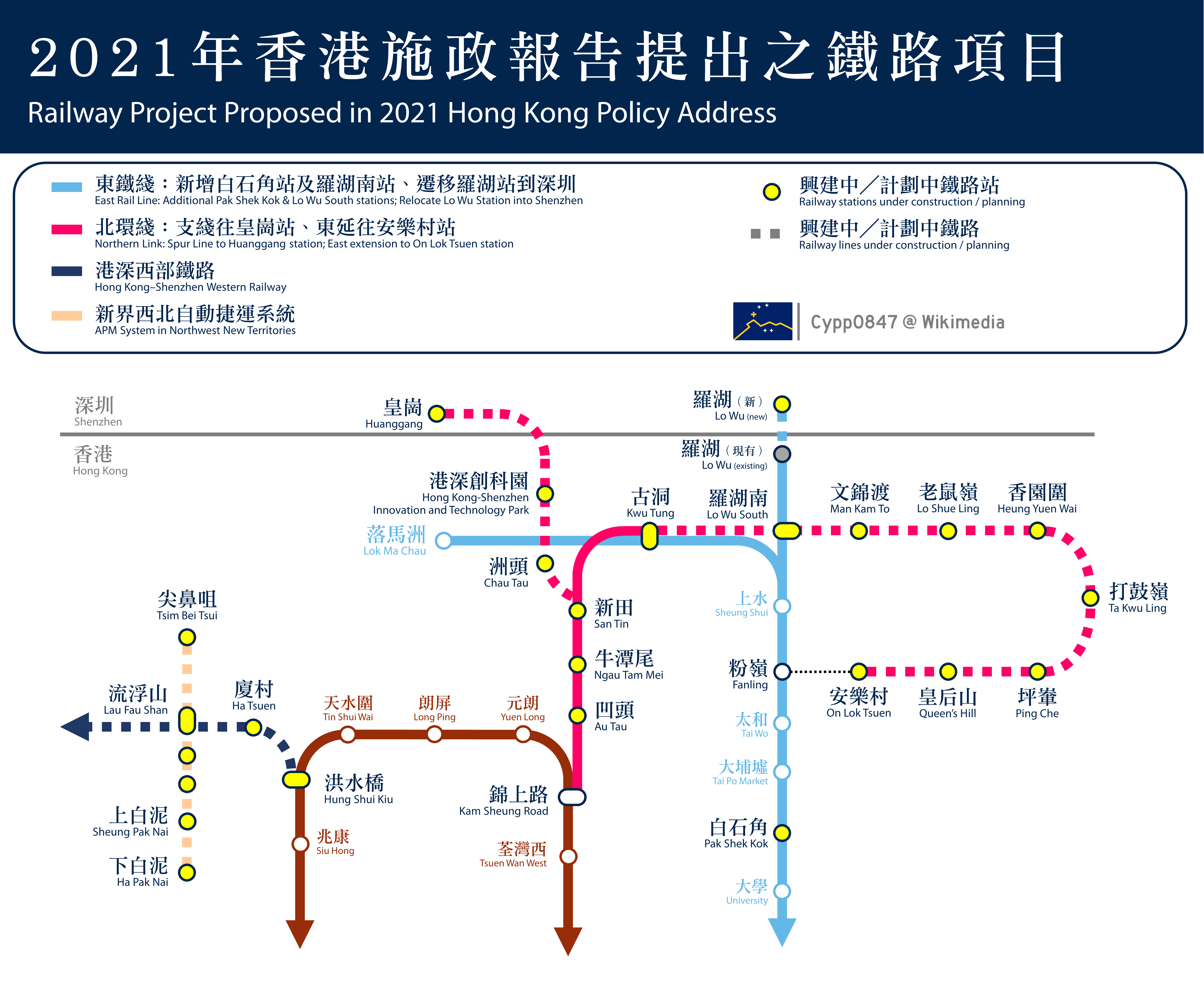
北部都會區將以鐵路為骨幹，故施政報告提出多項位處北區的鐵路項目

報告點名批評過往議會泛政治化，和激進「反政府」人士刻意製造對立、對抗，令城市規劃工作舉步維艱，嚴重窒礙經濟社會發展。
- 推展《北部都會區》發展策略，把香港北部（包括邊境禁區）建構「雙城三圈」的空間格局，改造成活力十足和具吸引力的地區，為房屋、科技發展及其他產業提供更多土地，融入國家發展大局。[4]
- 為確保適時提供未來十年330,000個公營房屋單位，在切實可行範圍內盡量提前落成後五年期（2027-28至2031-32年度）的項目。[5]
- 重啟馬料水填海計劃，但不會用作住宅用途，建議新增土地主要用作創科發展。[6]
- 邀請港鐵研究將教大運動中心興建新的東鐵綫科學園／白石角車站，並善用毗鄰土地，提供更多房屋及區內居民需要的泊車位、商舖和公共設施。[7]
- 探討將東鐵綫伸延至深圳羅湖並在深方設立「一地兩檢」口岸，在現有羅湖站及上水站之間增設一個非過境鐵路服務的新鐵路站，以釋放羅湖／文錦渡及上水北一帶的發展潛力。[8]上水北上水屠房、濾水廠和文錦渡管制站的鮮活食品亦會搬遷。[9]
- 要求發展局進一步徹底和更全面精簡城市規劃、環境影響評估及其他法定要求，以加快土地發展。
- 將過渡性房屋單位的供應量由15,000個增至20,000個、向合資格輪候公屋申請人提供有時限現金津貼，以及就「劏房」實施租務管制。
- 加快龍鼓灘（包括重新規劃屯門西）及馬料水的近岸填海計劃。[10]
- 規劃署將檢視「綠化地帶」，以物色具潛力可發展土地，主要以坡道較高和距離已建設地區較遠的用地。
- 制訂建議，以改善祖堂的管理，釋放祖堂地的發展潛力。[11]
- 把適用於重建工廈的「標準金額」補價評估模式擴展至新界土地的換地個案。
- 重建房屋委員會轄下的西環邨及馬頭圍邨，以及在市區重建局（市建局）的配合下，推動平民屋宇有限公司的大坑西邨重建計劃。[12]
- 茶果嶺、牛池灣和竹園聯合村的市區寮屋重建項目屋單位數量由原先的6,300個大幅增至8,700個。
- 房委會和房協更廣泛使用「組裝合成」建築法和其他嶄新建築科技。
- 房委會在合適的項目採用新的採購模式，引入承建商一併負責設計和建造。

### 建設宜居城市
- 2035年或之前停用煤作日常發電，並停止新登記燃油及混合動力私家車，同時安裝充電設施。
- 成立氣候變化與碳中和辦公室，協調《香港氣候行動藍圖2050》所訂工作。
- 為有效實施都市固體廢物收費進行籌備工作，包括由環境保護署接替食物環境衞生署管理垃圾收集服務。
- 引入新的塑膠飲料容器生產者責任計劃和管制即棄塑膠餐具。
- 加快油麻地及旺角的巿區更新工作，並由市建局在荃灣和深水埗區展開地區規劃研究。
- 研究降低《土地（為重新發展而強制售賣）條例》（俗稱強拍條例）的強拍門檻，以加快舊樓重建。[13]
- 由2021年年底至2022年年中在灣仔與銅鑼灣開放三段新海濱長廊，並於2022年完成首段位於啟德前跑道區的海濱長廊。
- 興建香港體育學院的新設施，並與香港賽馬會慈善信託基金共同斥資設立3億元的基金，以期提升運動員表現。
- 研究重建及整合黃竹坑現有運動場、體育中心、遊樂場及游泳池設施。
- 推展餘下約20公里由屯門至荃灣的單車徑，以貫通新界東西的單車徑網絡。市區方面，啟德發展區全長13公里的行人及單車共融通道會分階段於2023年起落成。

### 改善民生
- 合併普通及高額長者生活津貼，向合資格長者提供更多支援（2022年9月1日起合併）。
- 於黃大仙、屯門、南區、元朗及荃灣設立地區康健中心，亦於其餘11區設立「地區康健站」，以及為基層醫療健康服務制訂可持續發展藍圖。
- 探討容許中醫師指示病人接受診斷成像檢測（例如X光）及化驗檢查。
- 修訂有關法例，容許病人免醫生轉介而直接接受醫療專業人員（包括物理治療師和職業治療師）的服務，以及推展強制性持續專業進修及發展。
- 推展有關強制舉報虐兒個案的立法工作。
- 把到校學前康復服務的名額由9,000個進一步增至10,000個，以達致有需要兒童「零輪候」的目標。
- 向立法會提交相關條例草案，取消強制性公積金制度下的「對沖」安排。
- 重組民政事務局為民政及青年事務局，加強以地區為本的方法解決市民日常關心的地區問題。

### 培育人才和青年發展
- 將優秀人才入境計劃的年度配額倍增至4,000個。
- 在香港人才清單新增專業，並擴闊原有專業的領域，以吸納高質素人才。
- 把研究配對補助金計劃延長兩年，以支持高等教育界的研究工作。
- 加強國民教育及價值觀教育，並由教育局負起監察功能。
- 邀請青年發展委員會研究推出新資助計劃，以培育青年的正向思維。

## 反應
- 《施政報告》提出白石角及科學園一帶設置港鐵車站後，不少業主隨即封盤，暫不放售單位。部分放盤亦大幅度加價。地產代理認為區內樓價短期內可錄約5%升幅。[14]
- 銀河聯昌中港房地產研究主管鄭懷武認為，《施政報告》對發展商不是負面消息，反而利好新界北有大量農地的新地、恒地和新世界，以及港鐵。同時預料樓價將繼續上升。[15]
- 中大商學院亞太工商研究所名譽教研學人、中大（深圳）高等金融研究院客座講師李兆波雖然贊成「北部都會區」，不過擔心未來就業及交通配套問題。
- 香港民意研究所就林鄭月娥最後一份施政報告的即時民意調查。936名訪問者中，只有46%的受訪者認知今次施政報告的內容，當中有50%的受訪者對施政報告表示不滿。香港民意研究所副行政總裁鍾劍華認為調查反映社會整體對施政報告都比較冷淡，他形容施政報告由以往公民社會的“許願樹”，變成“空頭支票的大全”。[16]
- 香港浸會大學政治及國際關係學系副教授陳家洛認為《施政報告》是林鄭月娥向北京爭取連任的政綱藍本，因此大量使用香港人陌生的大陸術語，力推深港融合的“雙城三圈”等，新界北部都會區概念，批評今次施政報告的對象不是香港人，而是北京官員。

## 外部連結
- 行政長官2021年施政報告（页面存档备份，存于）
- 行政長官2021年演辭全文（页面存档备份，存于）
- 行政長官2021年施政報告 附篇（页面存档备份，存于）